# Dojo Toolkit
Dojo Toolkit是一個JavaScript的開放源碼的網路套件架构。Dojo Toolkit的目的是讓開發者可以快速開發基於JavaScript和Ajax的網路應用程序和網站。Dojo Toolkit使用一致的JavaScript應用程式介面和多數的網路應用架構與網頁瀏覽器保持相容性。

## 概覽
Dojo Toolkit包含以下四個部分：
- dojo 包含主要與非介面的程序。
- dijit 包含介面程序，比如widgets。
- dojox 包含沒有足夠穩定的套件。
- util 包括構建工具，例如程序優化，文檔編制，樣式檢查和軟體測試。

## 歷史
Dojo Toolkit的原開發者為Alex Russell, Dylan Schiemann, David Schontzler。專門開發Dojo Toolkit的Dojo基金會在2016年與jQuery基金會合併為JS Foundation。在2019年，Node.js基金會與JS Foundation合併為Linux 基金會贊助的Open JS Foundation，創始贊助商包含Google，微軟，IBM，PayPal，GoDaddy。